# Conseil national du patronat du Mali
Le Conseil National du patronat du Mali (CNPM) est une organisation patronale fondée en 1980, représentant des dirigeants des entreprises maliennes, son président actuel est Mossadeck Bally depuis octobre 2022.. 
Principale organisation d'entreprises du Mali, il possède un poids significatif dans le débat social malien